# Liste de statues équestres de Pologne
Cet article recense les statues équestres en Pologne.

## Liste
| Œuvre                                                           | Auteur                                                            | Commune             | Localisation                  | Notes                                                            | Installation | Coordonnées                       | Illustration                                                           |
| --------------------------------------------------------------- | ----------------------------------------------------------------- | ------------------- | ----------------------------- | ---------------------------------------------------------------- | ------------ | --------------------------------- | ---------------------------------------------------------------------- |
| Statue équestre de Casimir III (pl)                             |                                                                   | Bydgoszcz           |                               | Casimir III de Pologne                                           | 2006         | 53° 07′ 19″ nord, 18° 00′ 00″ est | Statue équestre de Casimir III, Bydgoszcz                              |
| Monument à la bataille de Grunwald                              | Antoni Wiwulski (pl)                                              | Cracovie            |                               | Ladislas II Jagellon                                             | 1914         | 50° 03′ 59″ nord, 19° 56′ 32″ est | Monument à la bataille de Grunwald, Cracovie                           |
| Statue équestre de Tadeusz Kościuszko (pl)                      | Leonard Marconi (pl), Antoni Popiel (pl)                          | Cracovie            |                               | Tadeusz Kościuszko                                               | 1960         | 50° 03′ 18″ nord, 19° 56′ 06″ est | Statue équestre de Tadeusz Kościuszko, Cracovie                        |
| Statue équestre de Lech le Blanc                                | Jakub Juszczyk (pl)                                               | Gąsawa              |                               | Lech le Blanc                                                    | 1927         | 52° 45′ 37″ nord, 17° 43′ 48″ est | Statue équestre de Lech le Blanc, Marcinkowo Górne                     |
| Statue équestre de Jean III Sobieski (pl)                       | Tadeusz Barącz (pl)                                               | Gdańsk              |                               | Jean III Sobieski                                                | 1898         | 54° 21′ 08″ nord, 18° 38′ 55″ est | Statue équestre de Jean III Sobieski, Gdańsk                           |
| Monument aux uhlans polonais                                    |                                                                   | Gdańsk              | Parc Oruński                  |                                                                  | 2010         | 54° 19′ 20″ nord, 18° 37′ 38″ est | Monument aux uhlans polonais, Gdańsk                                   |
| Statue équestre de Józef Piłsudski                              |                                                                   | Gorzów Wielkopolski |                               | Józef Piłsudski                                                  |              | à géolocaliser                    | Statue équestre de Józef Piłsudski, Gorzów Wielkopolski                |
| Uhlan d'or (pl)                                                 | Robert Sobociński (pl)                                            | Kałuszyn            |                               |                                                                  |              | 52° 12′ 24″ nord, 21° 48′ 28″ est | Uhlan d'or, Kałuszyn                                                   |
| Statue équestre de Józef Piłsudski (pl)                         | Antun Augustinčić                                                 | Katowice            |                               | Józef Piłsudski                                                  | 1993         | 50° 15′ 16″ nord, 19° 01′ 29″ est | Statue équestre de Józef Piłsudski, Katowice                           |
| Monument à la cavalerie polonaise                               |                                                                   | Komarów-Osada       |                               |                                                                  |              | à géolocaliser                    | Monument à la cavalerie polonaise, Komarów-Osada                       |
| Statue équestre de Józef Piłsudski                              | Jan Raszka (pl)                                                   | Lublin              |                               | Józef Piłsudski                                                  |              | 51° 14′ 54″ nord, 22° 33′ 32″ est | Statue équestre de Józef Piłsudski, Lublin                             |
| Statue équestre de saint Martin                                 | Jerzy Sobociński (pl)                                             | Odolanów            |                               | Martin de Tours                                                  | 1999         | à géolocaliser                    | Statue équestre de saint Martin, Odolanów                              |
| Monument aux postiers morts pendant la Première Guerre mondiale | Felix Kupsch (de)                                                 | Opole               |                               |                                                                  | 1930         | 50° 39′ 46″ nord, 17° 55′ 30″ est | Monument aux postiers morts pendant le Première Guerre mondiale, Opole |
| Statue équestre de Józef Piłsudski                              | Antoni Miszewski (pl)                                             | Ostrów Mazowiecka   |                               | Józef Piłsudski                                                  |              | à géolocaliser                    | Image manquante                                                        |
| Monument au 15e régiment de uhlans (pl)                         | Mieczysław Lubelski                                               | Poznań              |                               |                                                                  | 1927         | 52° 24′ 30″ nord, 16° 55′ 51″ est | Monument au 15e régiment de uhlans, Poznań                             |
| Statue équestre de Jean-Henri Dombrowski                        |                                                                   | Środa Wielkopolska  |                               | Jean-Henri Dombrowski                                            |              | 52° 13′ 31″ nord, 17° 17′ 03″ est | Statue équestre de Jean-Henri Dombrowski, Środa Wielkopolska           |
| Statue du Colleone (pl)                                         | Andrea del Verrocchio, Alessandro Leopardi                        | Szczecin            |                               | Bartolomeo Colleoni. Réplique de la statue du Colleone de Venise | 1913         | 53° 25′ 49″ nord, 14° 33′ 02″ est | Statue du Colleone, Szczecin                                           |
| Monument à la cavalerie polonaise (pl)                          | Marek Moderau (pl)                                                | Varsovie            | Rondo Jazdy Polskiej (pl)     |                                                                  | 1994         | 52° 12′ 59″ nord, 21° 00′ 52″ est | Monument à la cavalerie polonaise, Varsovie                            |
| Cavalier à cheval                                               | Władysław Trojan                                                  | Varsovie            | Parc Roman Kozłowski (pl)     |                                                                  | 1977         | à géolocaliser                    | Cavalier à cheval, Varsovie                                            |
| Statue du Colleone (pl)                                         | Andrea del Verrocchio, Alessandro Leopardi                        | Varsovie            | Palais de Czapski             | Bartolomeo Colleoni. Réplique de la statue du Colleone de Venise | 2002         | 52° 14′ 22″ nord, 21° 00′ 56″ est | Statue du Colleone, Varsovie                                           |
| Monument aux hussards polonais                                  |                                                                   | Varsovie            |                               |                                                                  |              | à géolocaliser                    | Monument aux hussards polonais, Varsovie                               |
| Statue équestre de Jean III Sobieski (pl)                       | Franciszek Pinck (pl)                                             | Varsovie            | Parc du palais de Wilanów     | Jean III Sobieski                                                | 1788         | 52° 09′ 54″ nord, 21° 05′ 22″ est | Statue équestre de Jean III Sobieski, Varsovie                         |
| Statue équestre de Józef Antoni Poniatowski (pl)                | Bertel Thorvaldsen                                                | Varsovie            | Devant le palais Koniecpolski | Józef Antoni Poniatowski                                         | 1826         | 52° 14′ 34″ nord, 21° 00′ 56″ est | Statue équestre de Józef Antoni Poniatowski, Varsovie                  |
| Monuments aux volontaires polono-américains (pl)                | Andrzej Pityński (pl)                                             | Varsovie            | Aleja Wojska Polskiego (pl)   |                                                                  | 1998         | 52° 15′ 47″ nord, 20° 58′ 53″ est | Monuments aux volontaires polono-américains, Varsovie                  |
| Amour sur Pégase                                                | Theodor von Gosen (de)                                            | Wrocław             |                               |                                                                  | 1914         | 51° 06′ 15″ nord, 17° 02′ 07″ est | Amour sur Pégase, Wrocław                                              |
| Statue équestre de Boleslas Ier (pl)                            | Dorota Korzeniewska, Maciej Albrzykowski, Grażyna Jaskierska (pl) | Wrocław             | Ulica Świdnicka (pl)          | Boleslas Ier de Pologne                                          | 2007         | 51° 06′ 15″ nord, 17° 01′ 53″ est | Statue équestre de Boleslas Ier, Wrocław                               |
| Statue équestre de Jan Zamoyski (pl)                            | Marian Konieczny                                                  | Zamość              |                               | Jan Zamoyski                                                     | 2005         | 50° 43′ 03″ nord, 23° 15′ 00″ est | Statue équestre de Jan Zamoyski, Zamość                                |